# جامائیکا
جامائیکا (به انگلیسی: Jamaica) (به گویش محلی جامائیکا: Jumieka) کشور جزیره‌ای در دریای کارائیب و پایتخت آن کینگستون است. جامائیکا در جنوب کوبا و در غرب جزیره هیسپانیولا قرار دارد. این کشور ۱۰٬۹۹۰ کیلومتر مربع وسعت دارد و جمعیت آن ۲ میلیون و ۹۰۰ هزار نفر است. جامائیکا پس از ایالات متحده و کانادا سومین کشور پرجمعیت انگلیسی‌زبان قارهٔ آمریکا است. پول رایج جامائیکا دلار جامائیکا و سمت رانندگی در این کشور از سمت چپ است.
جامائیکا سومین کشور بزرگ جزیره‌ای پس از کوبا و هیسپانیولا  در دریای کارائیب است. جامائیکا به دلیل زمین کوهستانی خود، از جمله کوه‌های آبی، و سواحل زیبای خود شناخته شده است. همچنین دارای تعدادی رودخانه، از جمله رودخانه بلک، و یک بندر طبیعی بزرگ در کینگستون است.
این مستعمره سابق بریتانیا، در سده هفدهم پناهگاه امنی برای دزدان دریایی بود و بعداً با اقتصاد وابسته به برده‌داری به تولیدکننده عمده شکر تبدیل شد. این جزیره که جامائیکایی‌ها آن را The Rock (صخره) نیز می‌نامند، زادگاه دین راستافاری و موسیقی رگی است.
جامائیکا در سال ۱۹۶۲ استقلال خود را از بریتانیا دریافت کرد. جامائیکا در قلمرو همسود قرار دارد و چارلز سوم را رئیس کشور خود می‌شناسد. نمایندهٔ کنونی پادشاه در جامائیکا پاتریک آلن است. حکومت این کشور نظام پارلمانی با دو مجلس است و نخست‌وزیر کنونی اندرو هولنس نام دارد. جامائیکا همچنین از تاریخ ۱۸ سپتامبر ۱۹۶۲ در سازمان ملل متحد نیز عضو است.
فرهنگ جامائیکایی آمیخته‌ای از تأثیرات آفریقایی، اروپایی و هندی است. این کشور به خاطر موسیقی خود، از جمله رگی و دنس‌هال، غذای خود، مانند مرغ جِرک و آکی و ماهی شور، و سبک زندگی آرام خود شناخته می‌شود. اکثریت جامائیکایی‌ها از نژاد آفریقایی هستند. سایر گروه‌های قومی شامل افراد نژاد مخلوط، هندی و چینی هستند.
بیشتر مردم این کشور سیاه‌پوست هستند. ساکنان اولیهٔ جامائیکا، سرخ‌پوستان آراواک بودند که مهم‌ترین آن‌ها قوم تاینو نام داشتند. در سال ۱۴۹۴، کریستوف کلمب دریانورد اسپانیایی جامائیکا را کشف نمود و نام آن را سانتیاگو گذاشت. از اوایل قرن ۱۶ سیل مهاجرت اسپانیاییان به جامائیکا آغاز شد. جامائیکا تا سال ۱۶۵۵ تحت تسلط اسپانیا بود، از آن پس به دست بریتانیا افتاد و تا سال ۱۹۶۲ مستعمرهٔ بریتانیا بود.
گردشگری صنعت اصلی در جامائیکا است. سایر صنایع مهم شامل کشاورزی و معدن هستند.

## نام
این جزیره در زبان آراواکی سرخ‌پوستان تاینو یعنی ساکنان بومی جزیره، خایماکا نام داشت که نام جامائیکا دگرگون‌شده همان نام است. حرف «خ» را در زبان اسپانیایی با حرف J نشان می‌دهند و همین حرف در زبان انگلیسی «ج» تلفظ می‌شود. واژه خایماکا به معنی «سرزمین بهار» یا «سرزمین چوب و آب» است.
جامائیکا در دوره‌ای، از تملکات امپراتوری اسپانیا بود و سانتیاگو نام گرفته بود. پس از آن، به دست بریتانیایی‌ها افتاد و «مستعمره سلطنتی هند غربی بریتانیایی جامائیکا» نامیده شد. این کشور عضو اتحادیه کشورهای همسود (مشترک‌المنافع بریتانیا) است. جمعیت امروزی آن بیشتر از نسل بردگان سیاه‌پوست آفریقایی هستند. جامائیکا پس از ایالات متحده آمریکا و کانادا، سومین کشور پرجمعیت انگلیسی‌زبان در قاره آمریکا است.

## تاریخ

### قدیم
این جزیره در حدود سال ۶۵۰ میلادی توسط تاینوها و آراواک‌ها که از آمریکای جنوبی آمده و در این جزیره نشیمن گزیدند خایماکا (Xaymaca) نامیده شد، به معنی «سرزمین چوب و آب». در حدود سال ۱۴۰۰، کاریب‌ها، یک قبیله آدمخوار از آمریکای جنوبی، به جزیره آمدند و زندگی صلح‌آمیز آراواک‌ها را مختل کردند.

### دوره اسپانیایی‌ها
در سال ۱۴۹۴ این جزیره توسط کریستف کلمب در طول سفر دوم خود کشف شد که جزیره را در مالکیت خصوصی خود قرار داد. در سال ۱۵۰۹، اولین مهاجران اسپانیایی که جزیره را سانتیاگو نامیدند وارد شدند و از سال ۱۵۱۷ بردگان آفریقایی را به آنجا آوردند. آراواک‌ها با ترکیبی از بیماری‌های عفونی، برده‌داری و جنگ از بین رفتند. فقط گروه کوچکی در کوه‌ها زنده ماندند. در دوره اسپانیایی‌ها، بیش از دو هزار نفر در این جزیره زندگی می‌کردند که نیمی از آنها اسپانیایی بودند. این افراد عمدتاً به کشاورزی و دامداری برای صادرات به اسپانیا و مستعمره اسپانیایی کوبا مشغول بودند. اسپانیایی‌ها دو شهر در جامائیکا بنا کردند، سویلا لا نوئوا و بعداً اسپنیش تاون که در دوره‌ای پایتخت جامائیکا شد.

### دوره بریتانیایی‌ها
جامائیکا اولین مستعمره بریتانیا با حاکمیت دولت بریتانیا شد. پیش از آن زمان، مستعمرات انگلیسی در دریای کارائیب و در آمریکای شمالی در دست شرکت‌های خصوصی بود. اولیور کرامول برای برپایی یک مستعمره بریتانیایی در منطقه ناوگان خود را فرستاد. در ابتدا، انتخاب او جزیره هیسپانیولا بود، اما وقتی افراد او با دفاع نیرومند آن جزیره روبه‌رو شدند، تصمیم گرفتند منطقه دیگری را از اسپانیایی‌ها فتح کنند. این انتخاب بر جزیره همسایه، یعنی جامائیکا افتاد که قابلیت دفاعی ضعیفی داشت. جامائیکا در سال ۱۶۵۵ توسط بریتانیایی‌ها تصرف شد. بسیاری از اسپانیایی‌هایی که در آنجا زندگی می‌کردند به کوبا گریختند. آنها بردگان را با خود نبردند با این فکر که شاید بعدها در تسخیر احتمالی دوباره جزیره به اسپانیا کمک کنند. این بردگان به کوه‌ها نقل مکان کردند و زندگی جدیدی در آنجا آغاز کردند و به مارون‌ها معروف شدند. مارون‌ها برای مدت طولانی به حملات چریکی علیه انگلیسی‌ها ادامه دادند. در سال ۱۶۵۸ اسپانیایی‌ها برای بازپس‌گیری جزیره تلاش ناموفقی کردند. جامائیکا در سال ۱۶۷۰ به‌طور رسمی به انگلستان تحویل داده شد. جامائیکا سپس پایه و اساس امپراتوری استعماری بریتانیا شد.

## جغرافیا
پایتخت جامائیکا شهر کینگستون با ۶۵۱٬۸۸۰ نفر جمعیت می‌باشد. مساحت جامائیکا ۱۱٬۱۰۰ کیلومتر مربع و جمعیت آن ۲٬۸۹۱٬۰۰۰ نفر می‌باشد.

### گیاهان و جانوران
آب و هوای جامائیکا گرمسیری است و از اکوسیستم‌های متنوع با انبوهی از گیاهان و جانوران پشتیبانی می‌کند. پوشش گیاهی آن در طول قرن‌ها به‌طور قابل توجهی تغییر کرده است. هنگامی که اسپانیایی‌ها در سال ۱۴۹۴ وارد شدند، به جز پاکسازی‌های کوچک کشاورزی، این کشور کاملاً جنگلی بود. ساکنان اروپایی درختان بزرگ الوار را برای ساخت و ساز و تجهیزات کشتی قطع کردند و دشتها، ساواناها و دامنه‌های کوه را برای کشاورزی شدید پاکسازی کردند. بسیاری از گیاهان جدید از جمله نیشکر، موز و مرکبات معرفی شدند.
جامائیکا محل زندگی حدود ۳۰۰۰ گونه از گیاهان گل‌دار (که بیش از ۱۰۰۰ مورد از آن‌ها بوم‌زاد و ۲۰۰ مورد ارکیده هستند)، هزاران گونه از گیاهان غیر گلدار و حدود ۲۰ باغ گیاه‌شناسی است که برخی از آنها چند صد سال قدمت دارند. مناطقی با بارندگی شدید همچنین دارای رویشگاه‌هایی از بامبو، سرخس، آبنوس، ماهون و چوب گل رز می‌باشند. کاکتوس و گیاهان مشابه مناطق خشک در امتداد منطقه ساحلی جنوب و جنوب غربی یافت می‌شوند. بخش‌هایی از غرب و جنوب غربی از مراتع بزرگ با غرفه‌های پراکنده‌ای از درختان تشکیل شده است. جامائیکا زیستگاه سه بوم‌ناحیه خشکی می‌باشد: جنگل‌های مرطوب جامائیکا، جنگل‌های خشک جامائیکا و حراهای آنتیل بزرگ. این کشور در سال ۲۰۱۹ نمایه یکپارچگی چشم‌انداز جنگلی با میانگین امتیاز ۵٫۰۱/۱۰ داشت که از میان ۱۷۲ کشور جهان در رتبه ۱۱۰ قرار می‌گیرد.
جانوران جامائیکا که از همان نوع کارائیبی هستند، شامل با گونه‌های بومی متعدد می‌شوند. مانند دیگر جزایر اقیانوسی، پستانداران خشکی بیشتر شامل چندین گونه از خفاش‌ها می‌شوند که حداقل سه گونه بومی آن فقط در منطقه سرزمین کاکپیت یافت می‌شود، گونه ای که در معرض خطر است. دیگر گونه‌های خفاش شامل انجیرخوار و خفاش‌های دم‌پشمی هستند. تنها پستاندار غیر خفاش بومی که در جامائیکا وجود دارد هوتیای جامائیکایی است که در محل به عنوان خرگوش شناخته می‌شود. پستانداران معرفی شده‌ای مانند گراز و خدنگ کوچک آسیایی هم فراوان هستند. جامائیکا همچنین خانه حدود ۵۰ گونه از خزندگان است،</ref> که بزرگ‌ترین آنها تمساح آمریکایی است؛ با این حال، این گونه تنها در رودخانه سیاه و چند منطقه معدود دیگر وجود دارد. مارمولک‌هایی مانند آنولان‌ها، ایگواناها و مارهایی مانند قمچه‌مار جامائیکایی و مار بوآی جامائیکایی (بزرگ‌ترین مار این جزیره) در مناطقی مانند کاکپیت کانتری فراوان هستند. هیچ‌یک از هشت گونه بومی مار جامائیکا سمی نیستند.
جامائیکا زیستگاه حدود ۲۸۹ گونه پرنده است که ۲۷ گونه از آنها بومی هستند، از جمله آمازون چابک و سیاه‌مرغ جامائیکا که هر دو فقط در س رزمین کاکپیت یافت می‌شوند. این کشور همچنین مأمن ۴ گونه مرغ‌های مگس است (سه گونه از آنها در هیچ جای دیگری در جهان یافت نمی‌شوند): نواردم شکم‌سیاه، سینه‌زغالی جامائیکایی، مگس‌مرغ شاه‌پسند و نواردم نوک‌سرخ. نواردم نوک‌سرخ که به نام محلی «پرنده دکتر» شناخته می‌شود، نماد ملی جامائیکا است.
گونه‌های قابل توجه دیگر شامل تودی جامائیکا و فلامینگوی بزرگ هستند.
یک گونه لاک‌پشت آب شیرین بومی جامائیکا است، لاک‌پشت لغزنده جامائیکایی. این لاک‌پشت فقط در جامائیکا و در چند جزیره در باهاما یافت می‌شود. علاوه بر این، انواع قورباغه در این جزیره رایج هستند، به خصوص قورباغه درختی.
آب‌های جامائیکا دارای منابع قابل توجهی از ماهیان آب شیرین و شور هستند.
مهم‌ترین گونه‌های ماهیان آب شور عبارتند از شاه‌ماهی خال‌خالی، ماهی مرکب، ماهی خال‌خالی، ماهی سفید، ماهی خوشمزه و ماهی تن. ماهی‌هایی که گاه به گاه وارد آب‌های شیرین و مصب‌ها می‌شوند شامل سوف‌های شیشه‌ای، هامور غول‌پیکر اقیانوس اطلس، سرخوماهی حرا و ماهی کفال هستند. ماهی‌هایی که بیشتر عمر خود را در آب‌های شیرین جامائیکا می‌گذرانند شامل بسیاری از گونه‌های ماهیان زنده‌زا، ماهی کپور، گاوماهی آب شیرین، ماهی مولیت کوهی و مارماهی آمریکایی هستند. تیلاپیا از آفریقا برای آبزی‌پروری معرفی شده و بسیار رایج است. همچنین دلفین‌ها، طوطی‌ماهیان و گاو دریایی هند غربی در معرض خطر انقراض در آب‌های اطراف جامائیکا دیده می‌شوند.

## سیاست
در سال ۱۶۹۲ زلزلهٔ مهیبی جامائیکا را لرزاند، پس از آن ابتلا به بیماری‌های مسری بسیاری از ساکنان بومی جزیره را کشت. پس از آن بردگان آفریقایی‌تبار برای کار در مزارع نیشکر به جامائیکا آورده شدند. در طول قرن ۱۷ و ۱۸ میلادی مارون ها که بردگان آزاد شدهٔ مسلحی بودند که در سطح جزیره پرسه می‌زدند و برای ساکنین تولید زحمت می‌نمودند به مشکلی برای بریتانیا تبدیل شده بودند. تصویب قانون لغو تجارت برده در سال ۱۸۰۷ و قانون آزادی بردگان در سال ۱۸۳۳ میلادی باعث افت قیمت شکر در جامائیکا شد که در سال ۱۸۶۵ شورش‌هایی نیز رخ داد. پس از اینکه جامائیکا به صورت مستعمرهٔ پادشاهی یا بریتانیا درآمد اوضاع اقتصادی نسبتاً بهتر شد. تولید موز در جامائیکا باعث کاهش وابستگی به نیشکر شد. در ۵ می ۱۹۵۳ جامائیکا به خودگردانی داخلی دست یافت و در سال ۱۹۵۸ به عضویت فدراسیون هند غربی درآمد. در سال ۱۹۶۱ رهبر حزب کارگر ناسیونالیست جامائیکا، آلکساندر بوستامنته تقاضای جدایی از فدراسیون هند غربی و رسیدن به استقلال کامل را کرد. پس از آن در جامائیکا رفراندومی برگزار شد و همهٔ ساکنان جزیره به استقلال رأی دادند، در ۶ اوت ۱۹۶۲، جامائیکا از بریتانیا اعلام استقلال کرد. اولین نخست‌وزیر جامائیکا، مایکل مانلی از حزب سوسیالست خلق نام داشت که در سال ۱۹۷۲ قدرت را در دست گرفت. در سال ۱۹۸۹ مانلی مجدداً به سمت نخست‌وزیری انتخاب شد، ولی در سال ۱۹۹۲ از سمتش استعفا داد و پی.جی. پترسون جایگزین او شد. در ماه مه۱۹۹۷ دولت جامائیکا با طرح موافقت کرد، به موجب این طرح کشتی‌ها و ادوات دریایی آمریکایی اجازه دارند به منظور مقابله با قاچاقچیان مواد مخدر و کشتی‌های آن‌ها آزادانه در آب‌های جامائیکا تردد کنند. در اکتبر ۲۰۰۲ پترسون به مدت ۴ سال دیگر در سمت خود ابقا شد. در سپتامبر ۲۰۰۴ طوفان ایوان، بدترین طوفان در تاریخ جامائیکا موجب کشته شدن ده‌ها نفر، آواره شدن هزاران تن و به بار آوردن خسارات سنگین به خصوص به صنعت توریسم جامائیکا شد. در ۱۱ سپتامبر ۲۰۰۷ نیز بروس گلدینگ از حزب کارگر جامائیکا نخست‌وزیر این کشور شد، همچنین در ۱۵ فوریه ۲۰۰۶ کنت هال به عنوان فرماندار جامائیکا انتخاب شد. و در سال ۲۰۰۹ پاتریک آلن جایگزین وی شد همچنین در سه دوره انتخابات بعدی در سالهای ۲۰۱۱، ۲۰۱۶ و ۲۰۲۰ اندرو هولنس از حزب کارگر جامائیکا نخست‌وزیر این کشور شد.

## اقتصاد
واحد پول جامائیکا، دلار با واحد جزء (سنت) نام دارد. از جمله اقلام صادراتی جامائیکا می‌توان به، آلومینیوم، بوکسیت، شکر، موز، قهوه و پوشاک اشاره کرد. جامائیکا از اعضای کشورهای مشترک‌المنافع می‌باشد.

## مردم

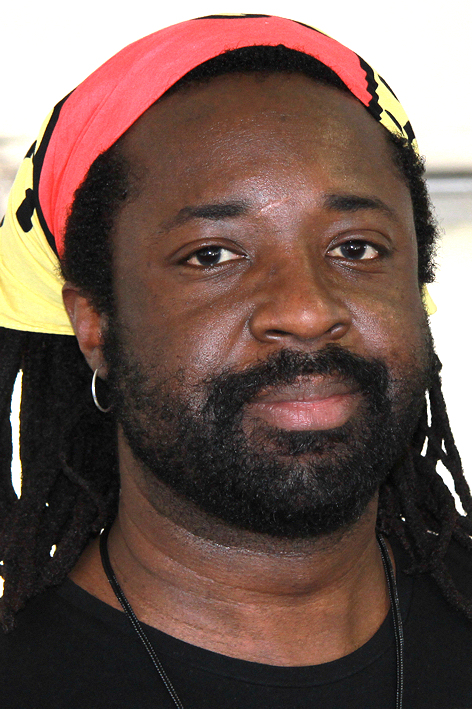
مارلون جیمز رمان‌نویس جامائیکایی

نژاد ۹۱٪ جامائیکایی‌ها، سیاه‌پوست ۶٪ دورگه و ۳٪ نیز سفید هستند، همچنین دین ۶۲٪ مردم جامائیکا، پروتستان و ۲٪ نیز کاتولیک می‌باشند. انگلیسی زبان رسمی مردم جامائیکا است.
- نسل مردم سیاهپوست این منطقه در واقع بردگانی بودند که در دوران استعمار توسط بریتانیا از آفریقا به این جزیره آورده شده بودند.
- باب مارلی خواننده مشهور و یکی از برجسته‌ترین شخصیت‌های قرن بیستم زاده این کشور است.
- یوسین بولت دونده افسانه ای اهل این کشور است.